# Muralla de Vallbona de les Monges
La Muralla de Vallbona de les Monges és una obra del municipi de Vallbona de les Monges (Urgell) inclosa en l'Inventari del Patrimoni Arquitectònic de Catalunya.

## Descripció
Es tracta d'unes muralles construïdes en diverses etapes constructives tal com ho testimonien les heterogènies mostres de pedra que la componen. La muralla manté en la seva part baixa una estereotomia composta a base de grans carreus de pedra tallada muntats a la seca. Aquesta estructura sòlida encara és visible en el fonaments d'algunes de les cases dels carrers veïns al monestir, on es presencia clarament que van utilitzar part de les muralles per adossar-hi les seves cases. Superiorment en la muralla el tipus de carreus de pedra ja són més irregulars en les seves mesures i la forma de muntatge ja no és a la seca, sinó amb tova de més mala qualitat. Malgrat tot observem molt reaprofitament de pedres en aquesta muralla perquè hi ha llocs on hi ha escuts d'abadesses adossats al mur de la muralla, com seria l'escut de l'abadessa Calders.

## Història
Aquestes muralles originàriament envolten gran part del perímetre del monestir de clausura de Vallbona de les Monges, però posteriorment amb l'obligació d'establir-hi un poble al seu voltant es varen anar modificant. Actualment ens resten en bon estat de conservació la filera de muralla pertanyent a la part més baixa del poble on s'ha mantingut aquesta construcció defensiva.